# Волково (Дмитрієвська сільська рада)
Во́лково (рос. Волково, башк. Волков) — присілок у складі Уфимського району Башкортостану, Росія. Входить до складу Дмитрієвської сільської ради.
Населення — 707 осіб (2010; 647 у 2002).
Національний склад:
- татари — 50 %
- росіяни — 34 %